# پارگی ماهیچه قلب
پارگی قلبی پارگی است که در بطن یا دهلیز‌های قلب رخ می‌دهد. اغلب به عنوان بازماند عوارض حاد سکته قلبی (حمله قلبی) دیده می‌شود و همچنین می‌تواند از تروما ناشی شود

## علل
شایع‌ترین علت پارگی قلبی سکته قلبی است که به تازگی اتفاق افتاده باشد. این پارگی سه تا پنج روز بعد از آنفارکتوس ایجاد می‌شود. از دیگر علل پارگی قلبی، ترومای قلبی، آندوکاردیت (عفونت قلب) قلبی و تومورهای قلبی و بیماری‌های نفوذی قلبی و دیسکسیون آئورت است.